# Majisjan (Szirak)
Majisjan – wieś w Armenii, w prowincji Szirak. W 2011 roku liczyła 1682 mieszkańców.